# Administration territoriale de la Gaspésie–Îles-de-la-Madeleine
Le palier supra-local de l'administration territoriale de la Gaspésie–Îles-de-la-Madeleine regroupe 5 municipalités régionales de comté et un territoire équivalent.
Le palier local est constitué de 44 municipalités locales, 8 territoires non organisés et 2 réserves indiennes pour un total 54 de municipalités.

## Palier supra-local
| Nom                   | Chef-lieu                | Population 2021 | Superficie terrestre km2 | Densité (hab./km2) |
| --------------------- | ------------------------ | --------------- | ------------------------ | ------------------ |
| Avignon               | Carleton-sur-Mer         | 13 415          | 3 487,51                 | 3,85               |
| Bonaventure           | New Carlisle             | 17 557          | 4 379,4                  | 4,01               |
| Îles-de-la-Madeleine* | Les Îles-de-la-Madeleine | 12 475          | 187,33                   | 66,59              |
| La Côte-de-Gaspé      | Gaspé                    | 17 547          | 4 130                    | 4,25               |
| La Haute-Gaspésie     | Sainte-Anne-des-Monts    | 10 950          | 5 139,5                  | 2,13               |
| Le Rocher-Percé       | Chandler                 | 17 219          | 3 249,2                  | 5,3                |
| Région                | Région                   | 89 342          | 20 572,94                | 4,34               |

## Palier local

### Municipalités locales
| Nom                                      | Désignation              | Superficie km2 | Population 2021 | MRC                                          | Code géographique |
| ---------------------------------------- | ------------------------ | -------------- | --------------- | -------------------------------------------- | ----------------- |
| Bonaventure                              | Ville                    | 106,9          | 2 733           | Bonaventure                                  | 2405045           |
| Cap-Chat                                 | Ville                    | 207,4          | 2 516           | La Haute-Gaspésie                            | 2404047           |
| Caplan                                   | Municipalité             | 85,1           | 1 966           | Bonaventure                                  | 2405060           |
| Carleton-sur-Mer                         | Ville                    | 244,3          | 4 081           | Avignon                                      | 2406013           |
| Cascapédia–Saint-Jules                   | Municipalité             | 161,4          | 764             | Bonaventure                                  | 2405077           |
| Chandler                                 | Ville                    | 435,5          | 7 490           | Le Rocher-Percé                              | 2402028           |
| Cloridorme                               | Municipalité de canton   | 160,6          | 607             | La Côte-de-Gaspé                             | 2403010           |
| Escuminac                                | Municipalité             | 107,5          | 575             | Avignon                                      | 2406025           |
| Gaspé                                    | Ville                    | 1 121          | 15 063          | La Côte-de-Gaspé                             | 2403005           |
| Grande-Rivière                           | Ville                    | 105            | 3 384           | Le Rocher-Percé                              | 2402015           |
| Grande-Vallée                            | Municipalité             | 142,1          | 1 077           | La Côte-de-Gaspé                             | 2403020           |
| Grosse-Île                               | Municipalité             | 96,6           | 464             | communauté maritime des Îles-de-la-Madeleine | 2401042           |
| Hope                                     | Municipalité de canton   | 70,5           | 584             | Bonaventure                                  | 2405025           |
| Hope Town                                | Municipalité             | 51,1           | 334             | Bonaventure                                  | 2405020           |
| L'Ascension-de-Patapédia                 | Municipalité             | 96,9           | 148             | Avignon                                      | 2406060           |
| La Martre                                | Municipalité             | 177,6          | 194             | La Haute-Gaspésie                            | 2404030           |
| Les Îles-de-la-Madeleine                 | Municipalité             | 33 704         | 12 190          | communauté maritime des Îles-de-la-Madeleine | 2401023           |
| Maria                                    | Municipalité             | 94,6           | 2 760           | Avignon                                      | 2406005           |
| Marsoui                                  | Municipalité de village  | 177,1          | 289             | La Haute-Gaspésie                            | 2404025           |
| Matapédia                                | Municipalité             | 70,36          | 566             | Avignon                                      | 2406045           |
| Mont-Saint-Pierre                        | Municipalité de village  | 51,5           | 186             | La Haute-Gaspésie                            | 2404015           |
| Murdochville                             | Ville                    | 63,8           | 643             | La Côte-de-Gaspé                             | 2403025           |
| New Carlisle                             | Municipalité             | 67,9           | 1 336           | Bonaventure                                  | 2405040           |
| New Richmond                             | Ville                    | 197,8          | 3 683           | Bonaventure                                  | 2405070           |
| Nouvelle                                 | Municipalité             | 234,6          | 1 782           | Avignon                                      | 2406020           |
| Paspébiac                                | Ville                    | 95,2           | 3 033           | Bonaventure                                  | 2405032           |
| Percé                                    | Ville                    | 550,3          | 3 095           | Le Rocher-Percé                              | 2402005           |
| Petite-Vallée                            | Municipalité             | 40,8           | 157             | La Côte-de-Gaspé                             | 2403015           |
| Pointe-à-la-Croix                        | Municipalité             | 416,9          | 1 344           | Avignon                                      | 2406030           |
| Port-Daniel–Gascons                      | Municipalité             | 332            | 2 271           | Le Rocher-Percé                              | 2402047           |
| Ristigouche-Partie-Sud-Est               | Municipalité de canton   | 53,3           | 170             | Avignon                                      | 2406035           |
| Rivière-à-Claude                         | Municipalité             | 156,17         | 141             | La Haute-Gaspésie                            | 2404020           |
| Saint-Alexis-de-Matapédia                | Municipalité             | 85,4           | 519             | Avignon                                      | 2406050           |
| Saint-Alphonse                           | Municipalité             | 112            | 711             | Bonaventure                                  | 2405065           |
| Saint-André-de-Restigouche               | Municipalité             | 143,9          | 154             | Avignon                                      | 2406040           |
| Saint-Elzéar                             | Municipalité             | 206,5          | 464             | Bonaventure                                  | 2405050           |
| Saint-François-d'Assise                  | Municipalité             | 178,8          | 679             | Avignon                                      | 2406055           |
| Saint-Godefroi                           | Municipalité de canton   | 63,6           | 350             | Bonaventure                                  | 2405015           |
| Saint-Maxime-du-Mont-Louis               | Municipalité             | 229,5          | 1 047           | La Haute-Gaspésie                            | 2404010           |
| Saint-Siméon                             | Municipalité de paroisse | 56,3           | 1 207           | Bonaventure                                  | 2405055           |
| Sainte-Anne-des-Monts                    | Ville                    | 336,4          | 6 121           | La Haute-Gaspésie                            | 2404037           |
| Sainte-Thérèse-de-Gaspé                  | Municipalité             | 34,6           | 979             | Le Rocher-Percé                              | 2402010           |
| Sainte-Madeleine-de-la-Rivière-Madeleine | Municipalité             | 262,3          | 289             | La Haute-Gaspésie                            | 2404005           |
| Shigawake                                | Municipalité             | 75,4           | 333             | Bonaventure                                  | 2405010           |
| Total                                    |                          | 20 572,94      | 89 342          |                                              |                   |

### Territoires non organisés
| Nom                 | Superficie km2 | Population 2021 | MRC               | Code géographique |
| ------------------- | -------------- | --------------- | ----------------- | ----------------- |
| Collines-du-Basque  | 824            | 0               | La Côte-de-Gaspé  | 2403904           |
| Coulée-des-Adolphe  | 86,9           | 0               | La Haute-Gaspésie | 2404904           |
| Mont-Albert         | 3 457,1        | 167             | La Haute-Gaspésie | 2404902           |
| Mont-Alexandre      | 1 791,8        | 0               | Le Rocher-Percé   | 2402902           |
| Rivière-Bonaventure | 3 052          | 59              | Bonaventure       | 2405902           |
| Rivière-Nouvelle    | 1 087,6        | 0               | Avignon           | 2406902           |
| Rivière-Saint-Jean  | 1 739,7        | 0               | La Côte-de-Gaspé  | 2403902           |
| Ruisseau-Ferguson   | 672,8          | 0               | Avignon           | 2406904           |
| Total               | 12 694,7       | 229             |                   |                   |

### Réserves indiennes
| Nom         | Superficie km2 | Population 2021 | MRC     | Code géographique |
| ----------- | -------------- | --------------- | ------- | ----------------- |
| Gesgapegiag | 2,21           | 637             | Avignon | 2406802           |
| Listuguj    | 4 344          | 1 514           | Avignon | 2406804           |